# ألان بومان
ألان بومان (بالإنجليزية: Alan Bowman)‏ هو باحث في تاريخ العصور الكلاسيكية بريطاني، ولد في 23 مايو 1944 في مانشستر في المملكة المتحدة.